# لويس أنخيل دياز
لويس أنخيل دياز (بالإسبانية: Luis Ángel Díaz)‏ (11 يناير 1995 ببوغوتا في كولومبيا - ) هو لاعب كرة قدم كولومبي في مركز الوسط.

## وصلات خارجية
- لويس أنخيل دياز على موقع قاعدة بيانات كرة القدم.إي يو (الإنجليزية)
- لويس أنخيل دياز على موقع Soccerway.com (الإنجليزية)
- لويس أنخيل دياز على موقع عالم كرة القدم.نت (الإنجليزية)